# La Mongia (Sant Vicenç de Montalt)
La Mongia és una masia de Sant Vicenç de Montalt (Maresme) inclosa a l'Inventari del Patrimoni Arquitectònic de Catalunya.

## Descripció
Casa de planta baixa i dues plantes. S'observa el torricó de guaita i les mènsules del matacà sobre la porta d'accés. També, a la façana que dona al carrer, es pot veure l'obertura del que va ser un pas aeri que conduïa a l'edifici del altre costat del carrer. Està coberta a dues aigües. Portes i finestres són de pedra al igual que les cantonades.